# Nairobi Securities Exchange
Nairobi Securities Exchange (wcześniej Nairobi Stock Exchange, w skrócie NSE) – giełda papierów wartościowych w Kenii; zlokalizowana w stolicy kraju – Nairobi.
Giełda powstała w 1954 r.